# Evelyn Regner

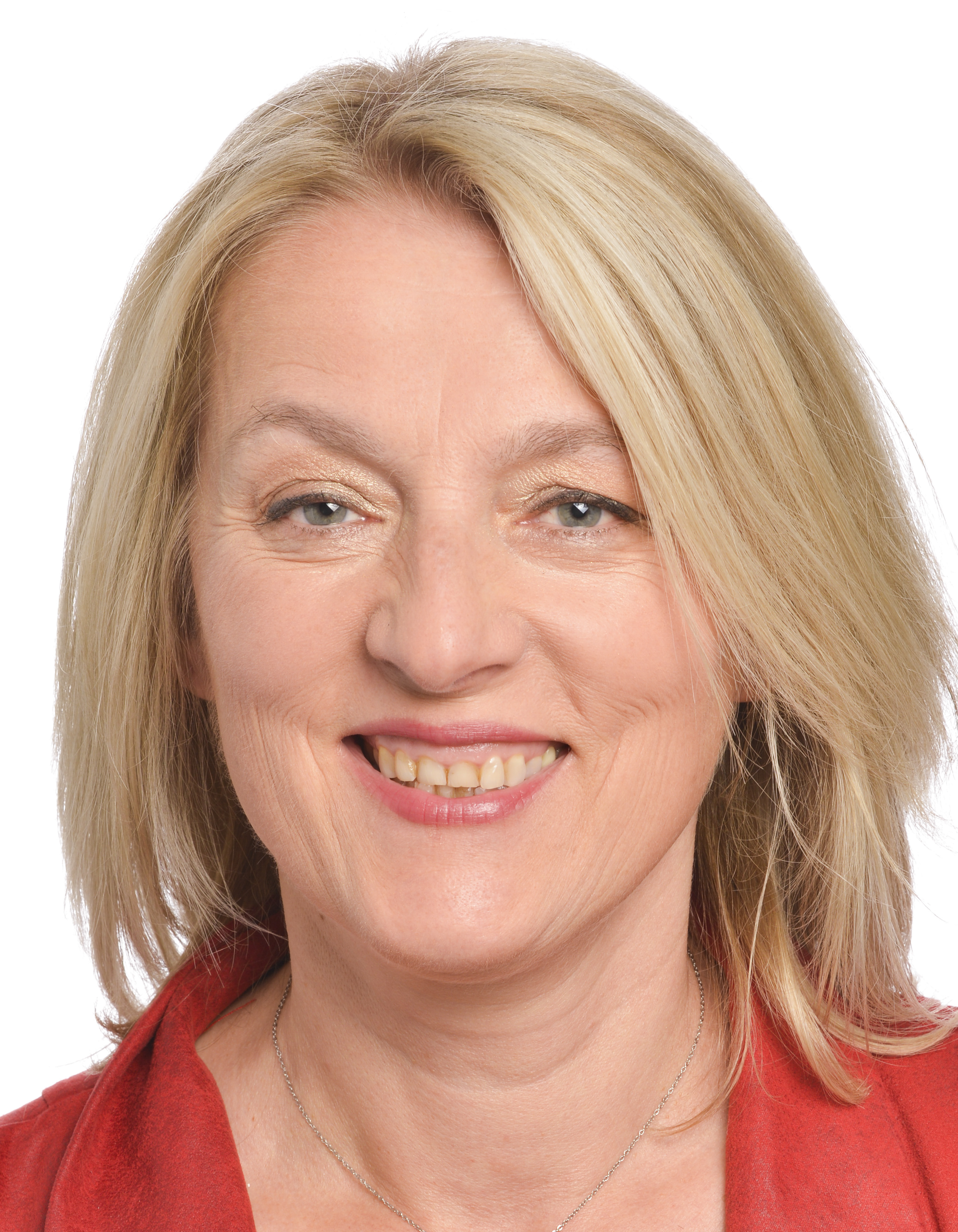
Evelyn Regner (2024)

Evelyn Regner (* 24. Jänner 1966 in Wien) ist eine österreichische Politikerin (SPÖ). Im Jahr 2009 wurde sie Abgeordnete des Europaparlaments (S&D). Im Jänner 2022 wurde sie zu einer der 14 Vizepräsidenten des EU-Parlaments gewählt. Von Juli 2019 bis Jänner 2022 war Regner Vorsitzende des Ausschusses für die Rechte der Frau und die Gleichstellung der Geschlechter (FEMM).

## Leben
Evelyn Regner wurde 1966 in Wien geboren und ist im zweiten Wiener Gemeindebezirk Leopoldstadt aufgewachsen, wo sie das Sigmund-Freud-Gymnasium besucht und an diesem maturiert hat. Nach ihrer Schulzeit studierte sie Rechtswissenschaften in Wien und Salzburg.
Zunächst arbeitete Regner als Flüchtlingsberaterin bei Amnesty International. Ab 1996 war sie Sozialpolitik-Expertin des Österreichischen Gewerkschaftsbundes (ÖGB). Danach zog sie nach Brüssel, wo sie knapp neun Jahre lang das Verbindungsbüro des ÖGB leitete. Daneben war sie Mitglied des Europäischen Wirtschafts- und Sozialausschuss, in welchem sie sich für die Rechte von Arbeitnehmern einsetzte.
Zwischenzeitlich kehrte die Mutter zweier Kinder nach Wien zurück, um die ÖGB-Stabsstelle EU und Internationales zu leiten, bevor sie im Juni 2009 ins Europäische Parlament gewählt wurde.
Aktuell ist Regner Mitglied des ÖGB-Vorstands und des ÖGB-Bundesvorstands sowie Mitglied des Präsidiums der Fraktion sozialdemokratischer GewerkschafterInnen (FSG) sowie des FSG-Bundesfraktionsvorstands.

## Europäisches Parlament

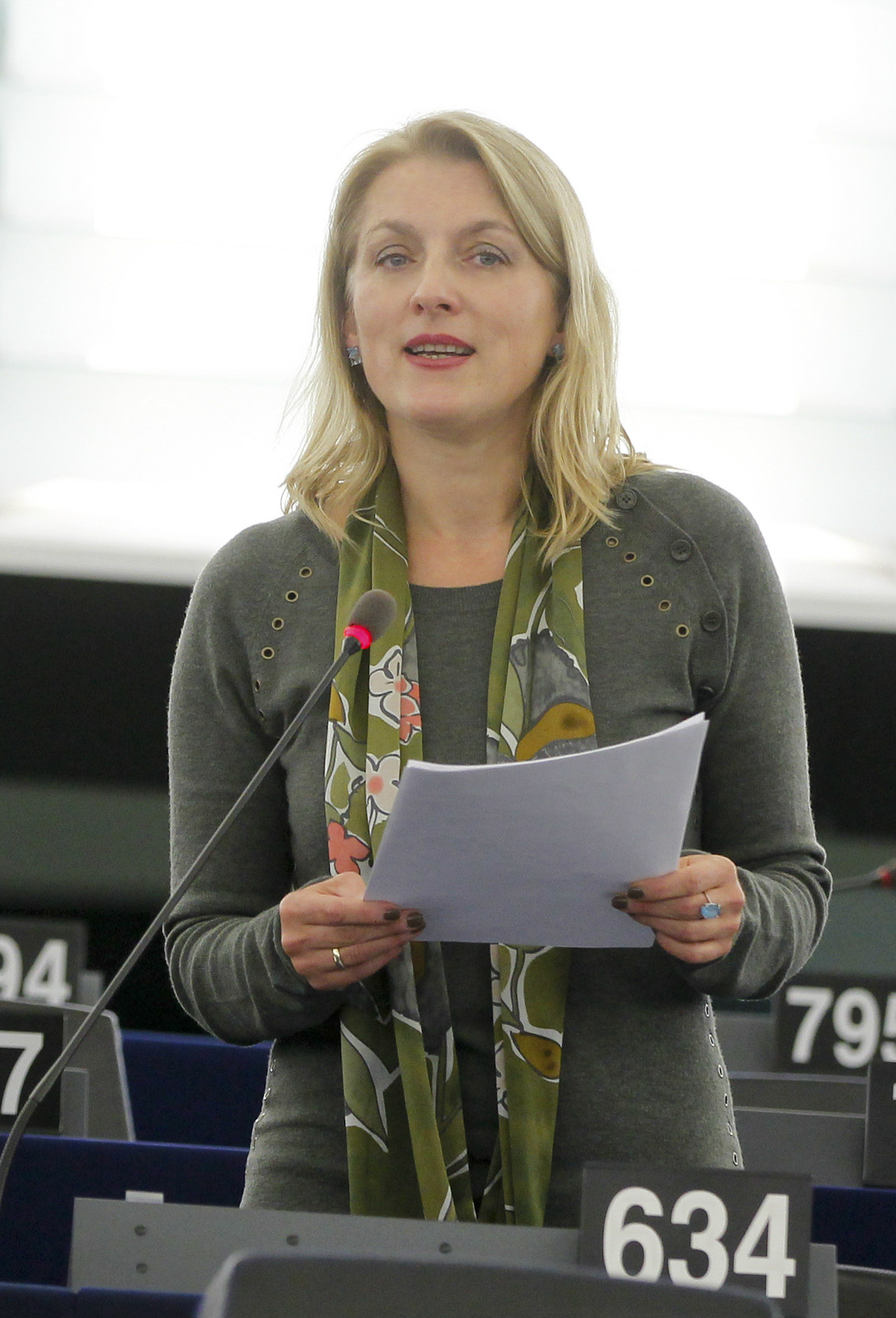
Seit 2009 ist Regner Mitglied des Europäischen Parlaments

Regner ist seit Juni 2009 Mitglied der Sozialdemokratischen Partei Europas (SPE) und gehört der S&D-Fraktion im Europäischen Parlament an. Zwischen 2015 und 2019 war sie die Delegationsleiterin der SPÖ-Delegation im EU-Parlament.

### Regners Themenschwerpunkte im EU-Parlament
- Steuergerechtigkeit: Faire Steuern für Multinationale Konzerne und die Bekämpfung von Steuerflucht bzw. -betrug
- Soziales Europa: Europaweite Anwendung von Kollektivverträgen, sozialen Mindeststandards, Mindesteinkommensschemen sowie der Bekämpfung von Lohn- und Sozialdumping
- Beschäftigung: Arbeitnehmermitbestimmung in Konzernen durch Mitbestimmung von Gewerkschaften bei Gesetzesverhandlungen in der EU und Bildung von Euro-Betriebsräten
- Gleichstellung: Beseitigung der Einkommensungleichheit sowie Verbesserung der sozialen und wirtschaftlichen Stellung von Frauen in Europa

### Neunte Wahlperiode (2019–2024)
Nach der Europawahl in Österreich 2019 wurde sie in der mit 2. Juli 2019 beginnenden 9. Wahlperiode des Europäischen Parlamentes Ausschussvorsitzende des Ausschusses für die Rechte der Frau und die Gleichstellung der Geschlechter (FEMM). Auf ihre Initiative hin findet seit 2020 jedes Jahr die Gender Equality Week im Europäischen Parlament statt. In der Gender Equality Week diskutieren Ausschüsse des Europäischen Parlaments Themen rund um Gleichstellung und Frauenrechte.
Außerdem ist sie volles Mitglied im Ausschuss für Wirtschaft und Währung (ECON), stellvertretendes Mitglied im Ausschuss für Beschäftigung und soziale Angelegenheiten (EMPL) und stellvertretendes Mitglied des Unterausschusses für Steuerfragen.
Als Berichterstatterin für das EU-Parlament hat Regner die Richtlinien für die öffentliche EU-Konzernsteuererklärung Public country-by-country reporting (pCbCR) mitverhandelt. Dieser Mechanismus sieht vor, dass Unternehmen mit mehr als 750 Millionen Euro Jahresumsatz offenlegen müssen, wo sie Gewinne machen und wo sie Steuern bezahlen.
Darüber hinaus ist sie Mitglied der Delegation für die Beziehungen zur Föderativen Republik Brasilien, der Delegation für die Beziehungen zu den Ländern Südasiens und der Delegation in der Parlamentarischen Versammlung Europa-Lateinamerika.
Nach dem Tod von EU-Parlamentspräsident David Sassoli wurde Roberta Metsola im Jänner 2022 zu seiner Nachfolgerin gewählt, Regner wurde neben Othmar Karas (ÖVP) eine der 14 Stellvertreter.

### Achte Wahlperiode (2014–2019)
In der achten Wahlperiode (2014–2019) war Regner Vollmitglied im Rechtsausschuss (JURI), außerdem ist sie Mitglied im Ausschuss für Beschäftigung und soziale Angelegenheiten (EMPL), im Ausschuss für die Rechte der Frau und die Gleichstellung der Geschlechter (FEMM) und der Delegation im Gemischten Parlamentarischen Ausschuss EU-Chile (D-CL). Darüber hinaus war Regner Vollmitglied der Delegation in der Parlamentarischen Versammlung Europa-Lateinamerika (DLAT) und der Delegation für die Beziehungen zu den Ländern der Andengemeinschaft (DAND) sowie des Sonderausschusses zu Finanzkriminalität, Steuerhinterziehung und Steuervermeidung (TAX3).

### Siebente Wahlperiode (2009–2014)
In den siebenten Wahlperiode (2009–2014) war Regner stellvertretende Vorsitzende im Rechtsausschuss (JURI), wo sie sich vor allem für die Rechte der Arbeitnehmer von transnationalen Unternehmen einsetzte. Außerdem trat sie für eine ausgewogene Vertretung von Männern und Frauen in Aufsichtsräten ein.
Für ihren Einsatz wurde sie vom Parliament Magazine für den MEP Award 2013 in der Kategorie „Geschlechtergleichheit“ nominiert.
Darüber hinaus war sie stellvertretendes Mitglied im Ausschuss für Beschäftigung und soziale Angelegenheiten (EMPL), welcher im Bereich der Sozialpolitik für Arbeitsbedingungen, Berufsbildung und den freien Verkehr von Arbeitnehmern und Pensionisten zuständig ist.
Im November 2012 reiste Evelyn Regner nach Istanbul und Ankara, um auf die „unhaltbaren Zustände im Arbeitsbereich“ aufmerksam zu machen, nachdem mehr als 300 Beschäftigte bei Turkish Airlines per SMS fristlos und ohne Abfertigung gekündigt wurden.
Regner solidarisierte sich mit jenen 20 ehemaligen DHL-Beschäftigten, die aufgrund ihrer Gewerkschaftszugehörigkeit entlassen worden sind, sowie zuletzt mit jenen Demonstranten, die sich in der Türkei für mehr Demokratie einsetzten.

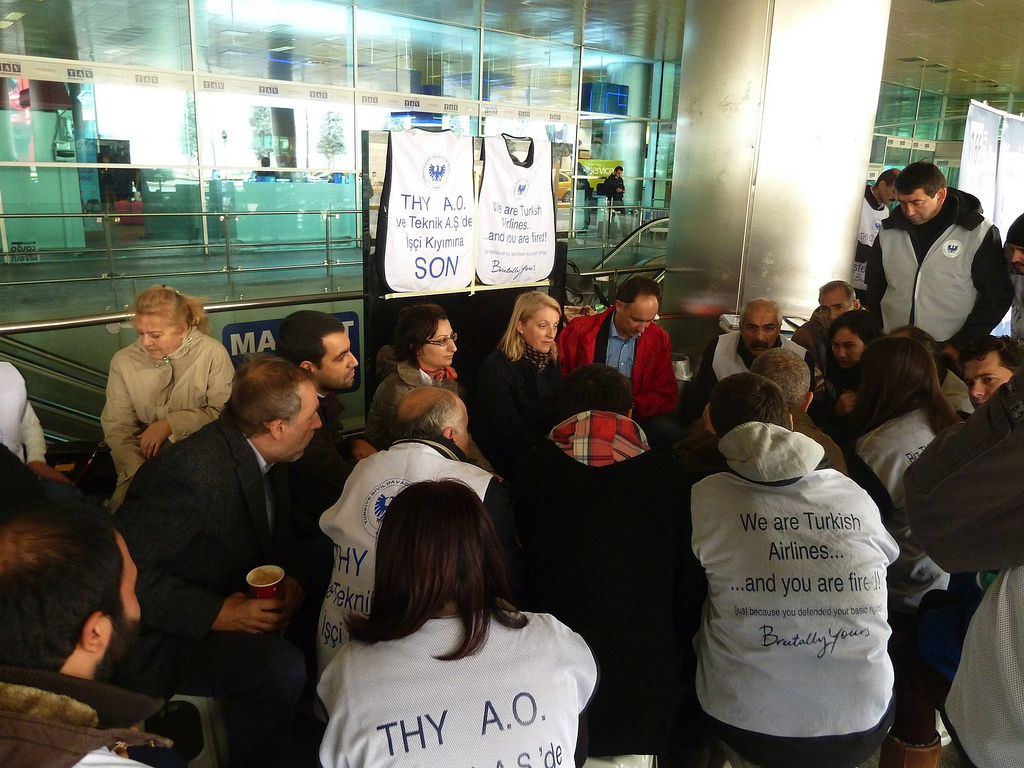
Evelyn Regner beteiligt sich im November 2012 am Protest der streikenden Arbeiter von Turkish Airlines.

Im beratenden Ausschuss zum Verhaltenskodex für die Mitglieder im Europäischen Parlament war Evelyn Regner sozialdemokratische Chefverhandlerin. Zwischen September 2012 und März 2013 war sie Vorsitzende dieses Ausschusses, der „korrupten Abgeordneten auf die Finger klopfen soll und die finanziellen Aktivitäten der Parlamentarier durchleuchtet.“
Ab Juli 2011 war Regner auch stellvertretendes Mitglied im Ausschuss für konstitutionelle Fragen (AFCO), der sich mit den Europäischen Verträgen und deren Umsetzung, aber auch mit der Beziehung der europäischen Organe zueinander beschäftigte.
Des Weiteren war sie Mitglied der Delegation für die Beziehungen zu den Ländern der Andengemeinschaft (DAND) und war stellvertretendes Mitglied der Delegation für die Beziehungen zu Israel (D-IL). Außerdem war Regner stellvertretendes Mitglied im Sonderausschuss zu den politischen Herausforderungen und den Haushaltsmitteln für eine nachhaltige Europäische Union nach 2013.

## Auszeichnungen
- 2023 Großes Goldenes Ehrenzeichen für Verdienste um die Republik Österreich[13]